# Église Saint-Rémi de Recey-sur-Ource
L'église Saint-Rémi est une église romane située à Recey-sur-Ource, en Côte-d'Or (Bourgogne-Franche-Comté) dont la construction initiale remonte au XIIIe siècle.

## Localisation
L'église Saint-Rémi est située au centre du village de Recey-sur-Ource, en Côte-d'Or

## Historique
L’église Saint-Rémi trouve son origine au XIIIe siècle. Elle a été remaniée au XVIe siècle pour s’adjoindre une chapelle seigneuriale. De 1772 à 1774, Pierre Joseph Antoine, sous-ingénieur des Ponts et Chaussées construit le bas-côté nord et la façade antérieure actuelle, comme l'atteste la date de 1773 sur la clef de la fenêtre antérieure de la nef.
La sacristie date du XIXe siècle.

## Architecture et description

### Aspect externe
L’église est de plan allongé à 3 nefs. Elle présente un chevet plat. Construite en pierres, elle est couverte d’un toit à longs pans en pavillon. Le clocher, excentré, est situé côté sud au niveau de la liaison du chœur et de la nef.

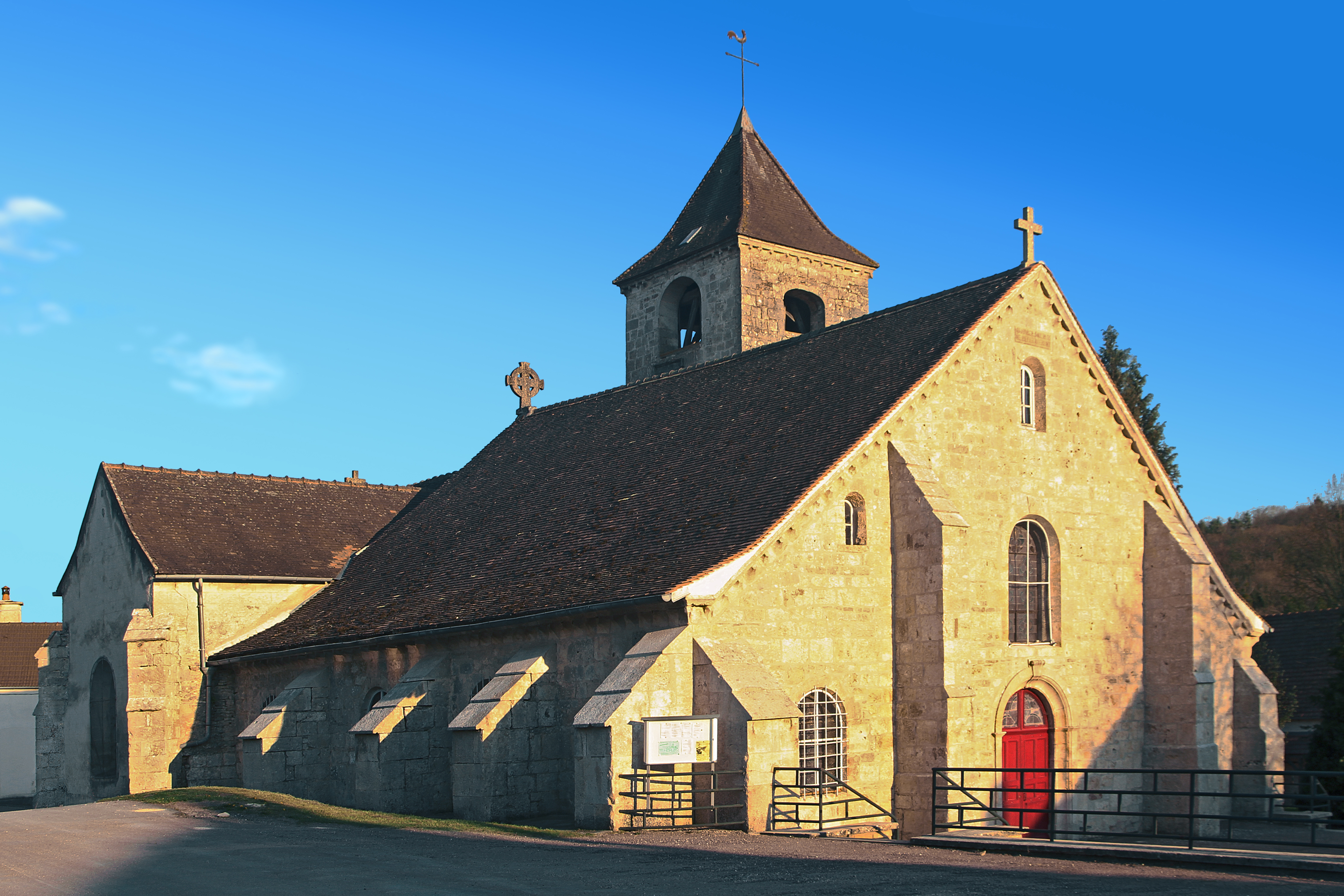
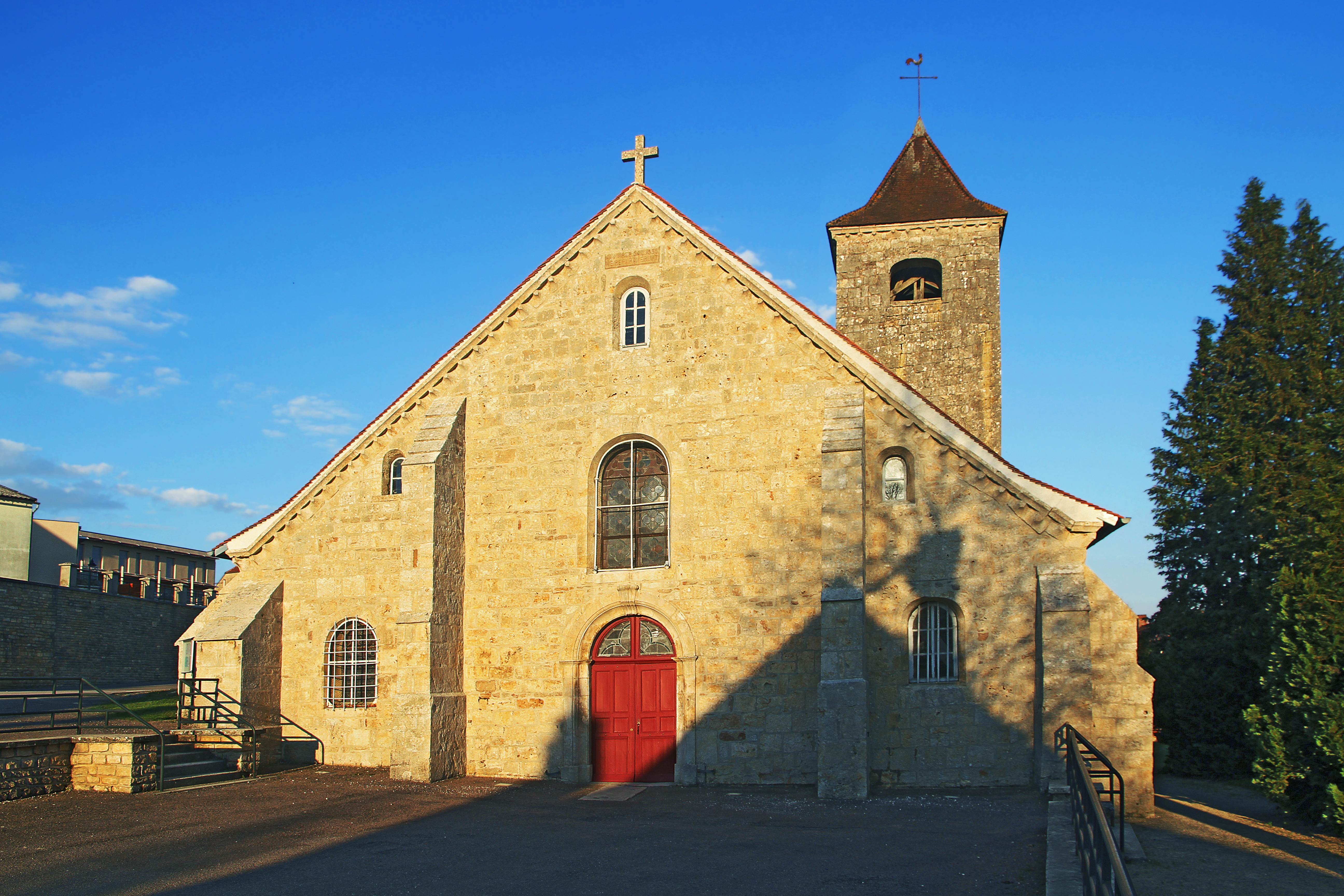
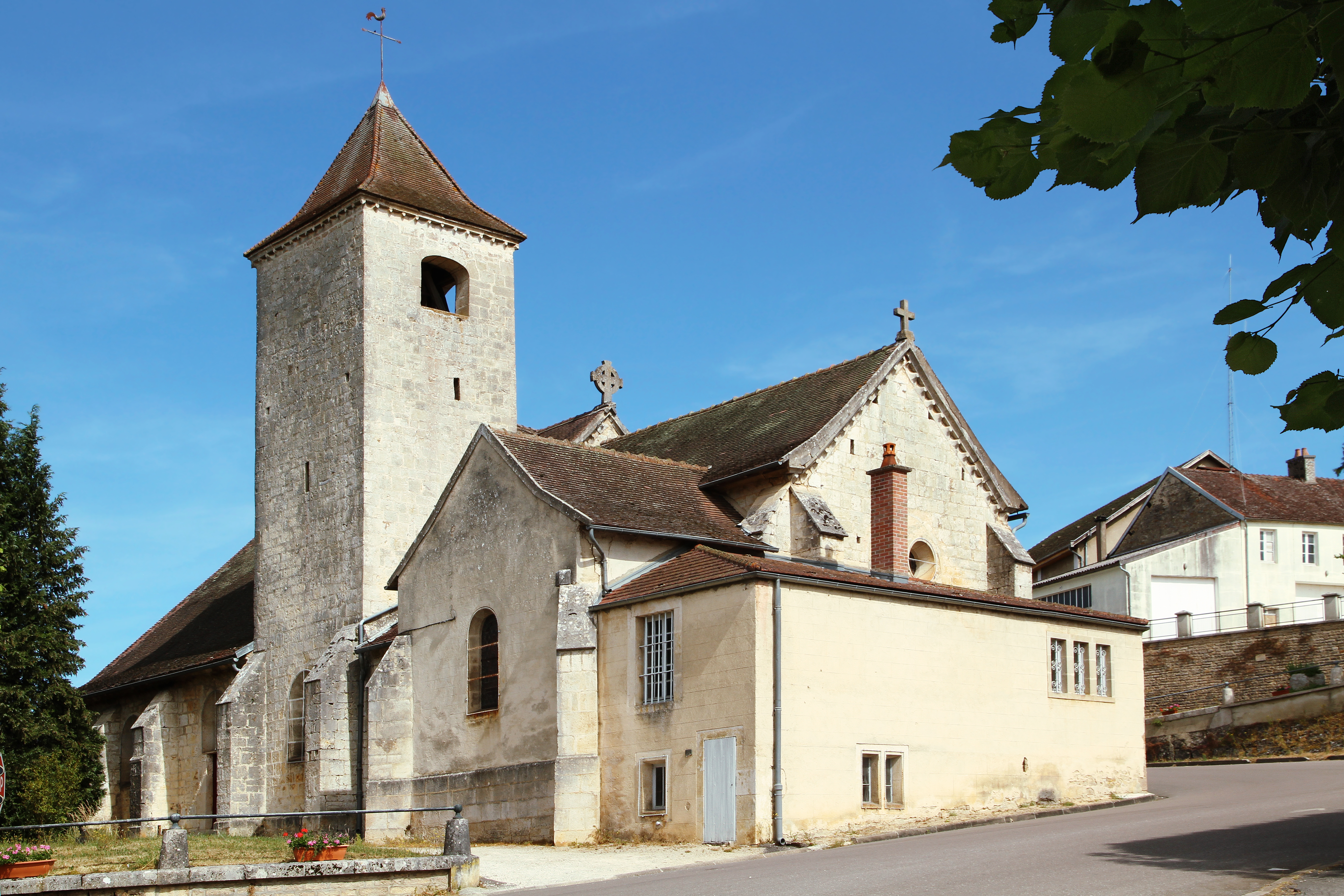

### Aspect interne

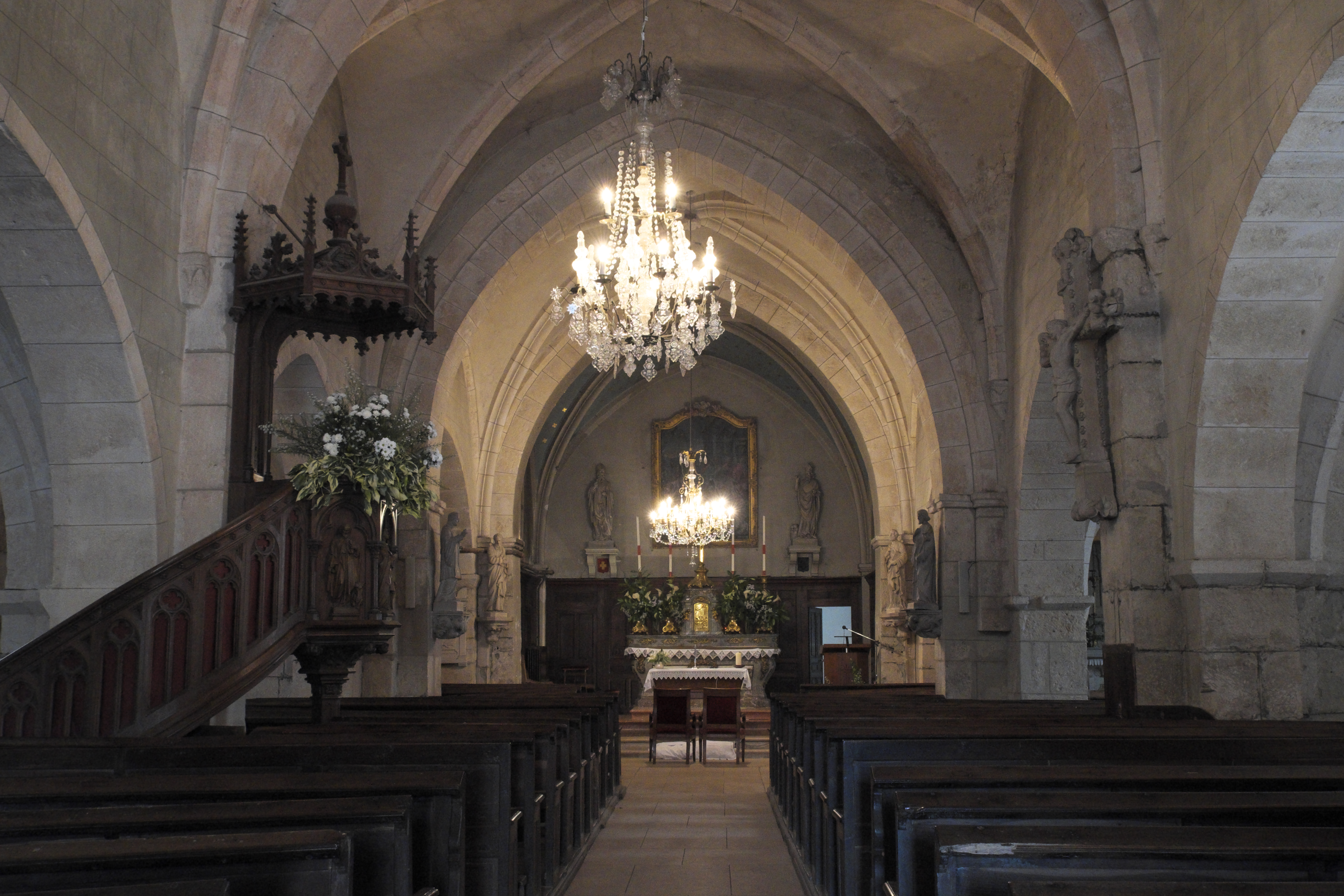
La nef et le choeur.

La nef centrale à trois travées est romane. Le chœur et la travée qui le précède sont gothiques ; cette travée faisait partie du chœur comme le montre la trace de l'emplacement d'une poutre de gloire. 
Le bas-côté sud est également gothique. La chapelle de la Vierge est l'ancienne chapelle seigneuriale qui date du XVIe siècle ainsi que la chapelle du Sacré-Cœur (ancienne chapelle Sainte-Anne). 
Le bas-côté nord a été bâti au XVIIIe siècle dans le style gothique. À cette occasion la façade de l'église a été remaniée et consolidée. On note la présence d’un escalier dans-œuvre en équerre.
On accède l'ancienne chapelle seigneuriale par une arcade percée à l’ancien emplacement de l'autel de la Vierge dans le mur du bas-côté sud au XIXe siècle. Cette vierge était une Vierge à répit dont les miracles sont signalés au XVIIe siècle.

## Mobilier
Outre le maître-autel en marbre polychrome originaire de la chartreuse de Lugny et classé Monument historique, l'église abrite deux statues remarquables du XVIIe siècle en pierre polychrome : une Pietà et saint Jean-Baptiste.